# Jean-Paul Leclerc
Jean-Paul Leclerc, né le 16 juin 1923 à Montréal et décédé le 14 novembre 2003 à Laval, est un réalisateur québécois. Il fut également comédien sous le pseudonyme Guy Dugas.

## Famille
En 1945, à l’église du Christ-Roi à Montréal, Jean-Paul Leclerc épouse Carmen Judd, comédienne qu'il a rencontrée au Théâtre expérimental. Le couple a trois enfants: Michèle, André et François, trois petits- enfants: Manon, Benoit et Paule, et deux arrière-petits-enfants: Ariane et Maël.

## Biographie[4]
Réalisateur retraité de Radio-Canada, Jean-Paul Leclerc est né à Montréal le 16 juin 1923. Il est le fils de Paul Edouard Leclerc, médecin vétérinaire et d’Afra Dugas. Vers l'âge de 18 ans, il joue dans quelques spectacles montés dans le sous-sol chez un ami. Il rêve de devenir comédien. Il répond bientôt à une annonce parue dans un journal qui offre à des jeunes comme lui de faire partie du MRT français et Théâtre expérimental à CKAC Il y côtoie entre autres Denise Pelletier, Michel Noël, Jean-Maurice Bailly, Denis Drouin. Il sera donc comédien professionnel sous le nom de Guy Dugas, la mode de l'époque étant d'avoir un pseudonyme.
Il suit des cours de diction et de phonétique chez Mme Yvonne Duckett (Mme Jean-Louis Audet), cours d'art dramatique chez Mme Sita Riddez. Plus tard, art dramatique et mise en scène chez François Rozet.
Il débute au théâtre au MRT français, à la Comédie de Montréal et France Film : L'Aiglon avec Sita Riddez, Cyrano de Bergerac avec Victor Francen, La Dame aux Camélias, Madame Sans-Gêne. En 1944, il fonde sa troupe : Les Jeunes Comédiens. Il produit et met en scène deux spectacles de Variétés et la pièce de Claude-André Puget : Les Jours Heureux, dans laquelle il interprète le rôle de Michel.
Plus tard, il fait des tournées en Province avec l'Atelier Théâtral et la troupe de Pierre Daignault, puis quelques rôles au théâtre Arcade. Pour Québec Production, il est du film Le Père Chopin et joue le rôle du gérant de l'orchestre dans le film La Forteresse et dans la version anglaise Whispering City.
À la radio, on a pu l'entendre dans Les voix du Pays, rôles épisodiques dans plusieurs radioromans. Pendant huit ans, il interprète l'Innocent dans Yvan l’Intrépide.
À la télévision, il est du Café des Artistes, il est le concierge de Rolande et Robert, puis plusieurs rôles épisodiques dans le Kiosque à Musique, C'est La Vie.
En 1954, il est engagé comme assistant à la production à la télévision de Radio-Canada aux émissions dramatiques. En deux ans, il a à son actif plus de trente Téléthéâtre et Théâtre Populaire, tous en direct. Continuités : Les Plouffe, Le Survenant, Nérée Tousignant, Les 4 fers en l'air.
En 1959, il est nommé réalisateur : commerciaux pour Coca-cola, Matinée, Rothmans, Belvedere. Émissions d'été : Billet de Faveur animé par Paul Dupuis. Puis un an au Téléjournal français et un an à T.V. News. Puis il passe à la Section Jeunesse : Jeunesse Oblige, avec Geneviève Bujold et Guy Boucher. Ulysse et Oscar, avec André Cailloux, plus de 60 émissions. Et enfin, Bobino, plus de 1000 émissions, dont il fait passer la cote d'écoute de 400,000 à 700,000 jeunes téléspectateurs.
Et le voilà à la section Variétés, avec des Quiz, des talk-shows : Ce soir, Jean-Pierre, une centaine d'émissions. Appelez-moi Lise, avec 215 émissions d'une heure, Les Coqueluches, 114 émissions d'une heure dont 3 Coqueluches du Mois : Raymond Lévesque, Jacques Normand, Paolo Noël, plus une émission à Winnipeg et une autre à Chicoutimi. Puis il prend une année sabbatique, afin de voir ce qui se fait ailleurs. Il visite des studios de télé à l'extérieur de Montréal, participe à des séminaires et devient réalisateur-conseil. À son retour il réalise Propulsion C. T. F., un concours pour jeunes chanteurs et musiciens, en collaboration avec la France, la Belgique et le Luxembourg. À la suite de cette émission, il est délégué par la Société Radio-Canada comme juge aux finales de Paris et Montréal. Ensuite c'est La Course autour du Monde, pour jeunes cinéastes amateurs, en collaboration avec la France, la Suisse et le Luxembourg.
En 1982, il réalise l'émission spéciale pour le 30ème anniversaire de la télévision de Radio-Canada : Trente ans après... les mini-séries animée par Henri Bergeron. Puis, retour à la section Dramatique, avec Les Girouettes, de Jean Daigle. Il réalise par intérim : Poivre et Sel, de Gilles Richer, Terre Humaine, de Mia Riddez, La Bonne Aventure, de Lise Payette, La Vie Promise, de Marcel Dubé, Monsieur le Ministre, de Solange Chaput-Rolland. Et enfin en 1985-86, il réalise la dernière saison de La Bonne Aventure, de Lise Payette.
Jean-Paul prend sa retraite le 1er janvier 1986. Deux mois plus tôt, on lui rend hommage, à lui et à quatre autres réalisateurs : René Verne, Paul Blouin, Geneviève Houle et Louis Bédard. Cinq pionniers qui quittent d'un coup Radio-Canada! Une belle fête : échange de souvenirs, de cadeaux, musique, chansons. Sur une musique de Cyrille Beaulieu et paroles de Louis-Georges Carrier, Albert Millaire vient chanter :

## Filmographie
En tant que réalisateur
- Poivre et Sel (1983-1987)
- Bonne aventure, La (1982-1986)
- Monsieur le ministre (1982-1986)
- Girouettes, Les (1981-1983)
- Terre humaine (1978-1984)
- Appelez-moi Lise (1972-1975)
- Bobino (1957-1985)